# Nint
株式会社Nint（ニント、英：Nint inc.）は、東京都新宿区に本社を置く、日本・中国のEC（電子商取引）関連データの分析サービスを提供する企業。

## 概要
楽天市場、Yahoo!ショッピング、Amazon、Tmall、Taobao、JD worldwide、KaolaなどのEC関連データを収集し“見える化”、データドリブンなマーケティングを可能にするマーケットリサーチツールを運営。またデータ活用のコンサルティングなども行っている。

## 主なサービス
Nint ECommerce
日本国内の主要ECモールの販売データ分析ツール。ECショップの運営者・メーカー向け。
Nint China
中国の主要ECモールの販売データ分析ツール。中国越境EC参入企業向け。

## 沿革
2003年（平成15年）
12月 - 株式会社アドウェイズにより、同社のシステム開発拠点として、愛徳威軟件開発（上海）有限公司を設立。
2009年（平成21年）
10月 - 愛徳威軟件開発（上海）有限公司が中国版ECデータ分析サービス「情報通」（現「Digital Commerce Insights」）をリリース。
2014年（平成26年）
9月 - 愛徳威軟件開発（上海）有限公司が日本版ECデータ分析サービス「Nint for ECommerce」をリリース。
2015年（平成27年）
8月 – 愛徳威軟件開発（上海）有限公司が中国越境EC販売をサポートする「Nint for China」（現「Nint China」）をリリース。
10月 – 愛徳威軟件開発（上海）有限公司が日本EC市場データ分析サービス「Nint for Research」をリリース。
2016年（平成28年）
3月 - 「Nint for ECommerce」にYahoo!ショッピング版を追加。
2017年（平成29年）
11月 – 「Nint for ECommerce」にAmazonマーケットプレイス版を追加。
2018年（平成30年）
4月 - 日本での事業拡大を目的として、株式会社Nintを設立。
2019年（平成31年／令和元年）
10月 - 「Nint for ECommerce」及び「Nint for Research」を統合し、「Nint ECommerce」のサービスを開始。
10月 - 「Nint for China」から「Nint China」にサービス名を変更。

## 関係会社
- Nintホールディングス株式会社
〒101-0022 東京都新宿区西新宿八丁目17番1号　住友不動産新宿グランドタワー34階[6]
- 任拓数据科技(上海)有限公司[7]